# جيمس وليامز (قسيس)
جيمس وليامز هو قسيس كندي، ولد في 1825 في هامبشير في المملكة المتحدة، وتوفي في 20 أبريل 1892 في مدينة كيبك في كندا.